# Incêndio em prédio de Nova Iorque em 2022
Na manhã de 9 de janeiro de 2022, um incêndio destruiu um prédio de apartamentos no bairro de Fordham, no Bronx, em Nova Iorque, Estados Unidos. Pelo menos dezessete pessoas morrem, incluindo oito crianças, com outros quarenta e quatro feridos.
Este foi o terceiro pior incêndio residencial nos Estados Unidos em quatro décadas e o mais mortífero na cidade de Nova York desde o incêndio da boate Happy Land em 1990, que ocorreu nas proximidades e matou 87 pessoas. O incêndio do Bronx foi o segundo maior incêndio residencial no nordeste dos Estados Unidos em um período de uma semana, ocorrendo cinco dias depois que um incêndio em uma habitação pública da Filadélfia resultou em 12 mortes.

## Incêndio
Pouco antes das 11h00, no horário local, um incêndio tomou conta de um apartamento duplex no terceiro andar do edifício. A causa do incêndio não foi divulgada. O comissário dos bombeiros Daniel A. Nigro disse que a porta do apartamento duplex foi deixada aberta, alimentando o incêndio e permitindo que a fumaça pesada se espalhasse por todo o prédio.
Bombeiros e serviços de emergência começaram a responder em três minutos. Seu principal desafio era a fumaça sem precedentes que se estendia por toda a altura do prédio. Cerca de 200 bombeiros responderam ao incêndio. As condições climáticas complicaram a situação e os funcionários do FDNY afirmaram que levou mais de uma hora para apagar o fogo.
Os socorristas encontraram vítimas sofrendo de inalação de fumaça grave em todos os andares do prédio, algumas delas em parada cardíaca ou respiratória.